# Гурулі Захар Давидович
Закарія Гурулі, Захар Давидович Гурулі (груз. ზაქარია დავითის ძე გურული; 1878-1937) — грузинський політик, член Установчих зборів Грузії (1919—1921).

## Біографія
Народився 1878 року у селі Цирквалі в Імеретії. У 1890 році закінчив Цирквальську однокласну монастирську школу. У 1902 році — чотиримісячні технічні курси в Чиатурі.
З 1905 року член меншовицької фракції Російської соціал-демократичної революційної партії (РСДРП). Брав активну участь у революційному русі 1905 року в Шорапанському повіті, був організатором Червоного загону. У 1906 році після поразки революції був заарештований і утримувався в кутайській в'язниці, звідки втік 13 липня того ж року.
З 1907 по 1910 роки жив та працював у Баку. Був одним із керівників місцевих соціал-демократичних (меншовицьких) організацій. У 1910 році був заарештований, відправлений до кутаїської в'язниці, але суд визнав звинувачення необґрунтованими. Після визволення працював у місцевому соціал-демократичному комітеті. Був заарештований у березні 1912 року і висланий до Ростова на п'ять років, звідки втік у серпні того ж року і повернувся до Чиатури; продовжив партійну роботу, публікувався під різними псевдонімами. 14 жовтня 1912 року його заарештували в Тифлісі, де він жив за фальшивим паспортом Михайла Шакарашвілі і вислали знову до Ростовської області в місто Новочеркаськ, звідки йому вдалося втекти і повернутися на Кавказ. Працював у Баку, Тифлісі та Західній Грузії. 1915 року, після арешту редакції соціал-демократичної газети Новий погляд, він очолив оновлену редакцію. 14 вересня 1916 року знову заарештований в Чиатурі і засланий до Верхоленська (Іркутська губернія).
Після Лютневої революції 1917 року повернувся додому. Був обраний до Установчих зборів Грузії у 1919—1921 роках.
У 1921 році, після радянської окупації Грузії, залишився на батьківщині і приєднався до руху опору. Під час першої хвилі масових арештів політичної опозиції радянським режимом 30 квітня 1921 року Гурулі разом з іншими лідерами партії було заарештовано в Чиатурі і відправлено до в'язниці, деякий час утримувався в одиночній камері в Метехі. 16 грудня 1922 року, разом із 52 політичними в'язнями був відправлений до Москви. Отримав три роки таборів. 15 січня 1926 року після закінчення терміну, висланий до Тамбова на три роки. 21 грудня 1928 року термін було продовжено ще три роки. 14 грудня 1931 року йому було заборонено жити у 12 пунктах у СРСР, і він був відправлений на заслання на три роки. Після закінчення терміну засланий до Омської області, жив у місті Тара.
У 1935 році, після закінчення терміну, повернувся до Грузії і жив у Кутаїсі. На прохання Тбіліського відділення Союзного інституту марксизму-ленінізму він написав короткі спогади про діяльність Йосипа Сталіна серед робітників Чиатурського рудника в 1904—1905 роках. Мемуари так і не були опубліковані.
Його знову заарештували, імовірно, у 1936 році і вислали до Сибіру. У роки великого терору, 16 вересня 1937 року його заарештовано, а 26 жовтня в Омському відділі Міністерства внутрішніх справ СРСР засуджено до вищої міри покарання.
Розстріляний 1 грудня 1937. Реабілітований 1957 року президією Омського обласного суду.